# Dorfkirche Hönow

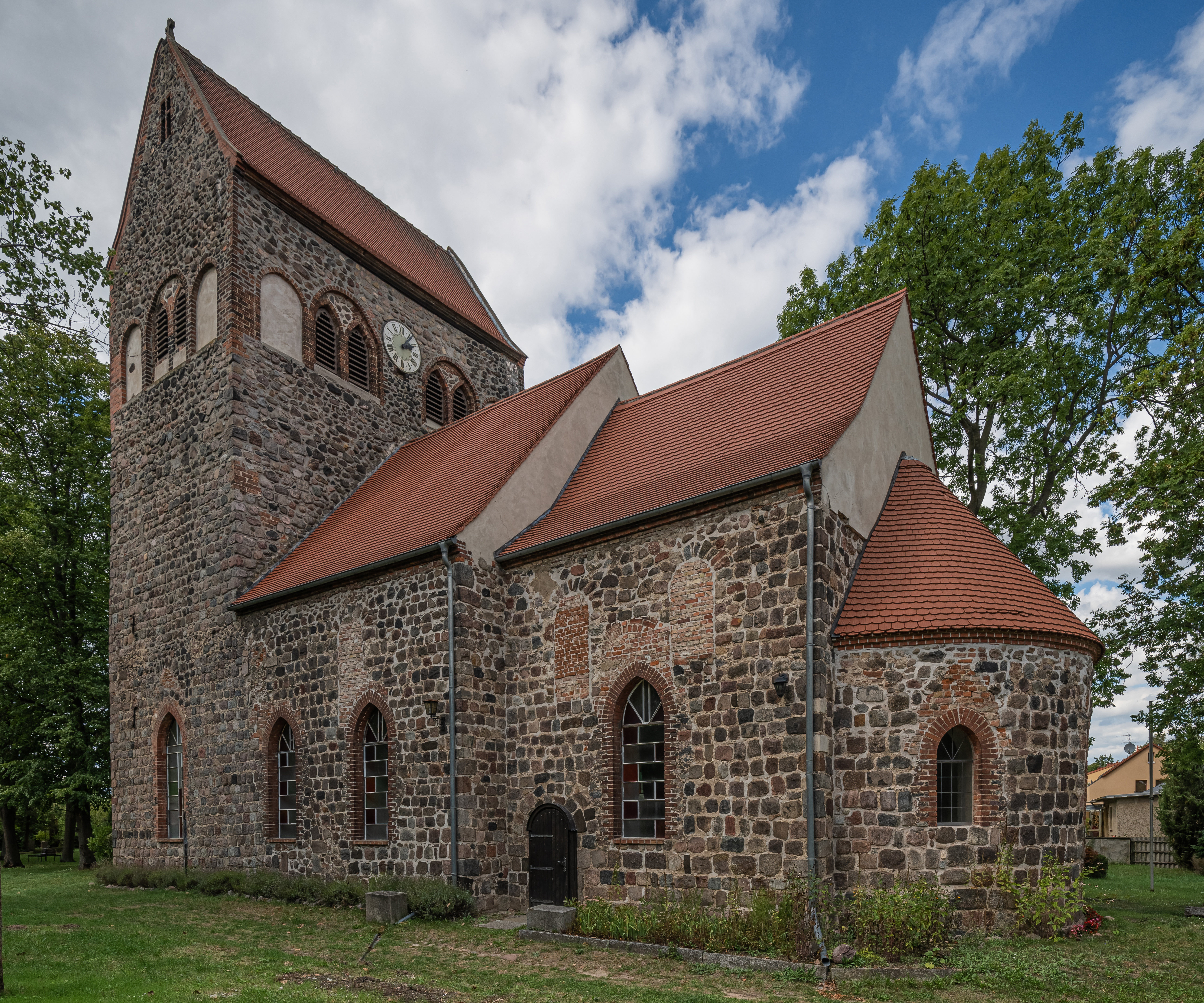
Dorfkirche Hönow

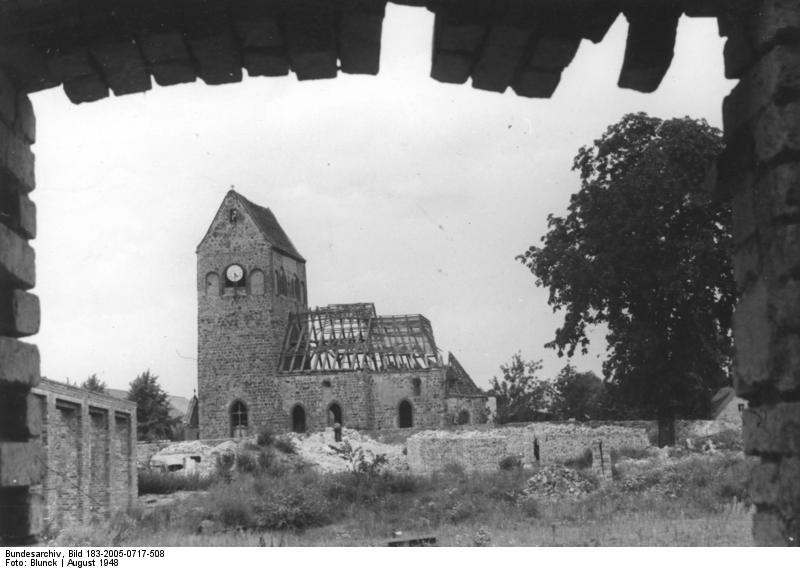
Zustand 1948

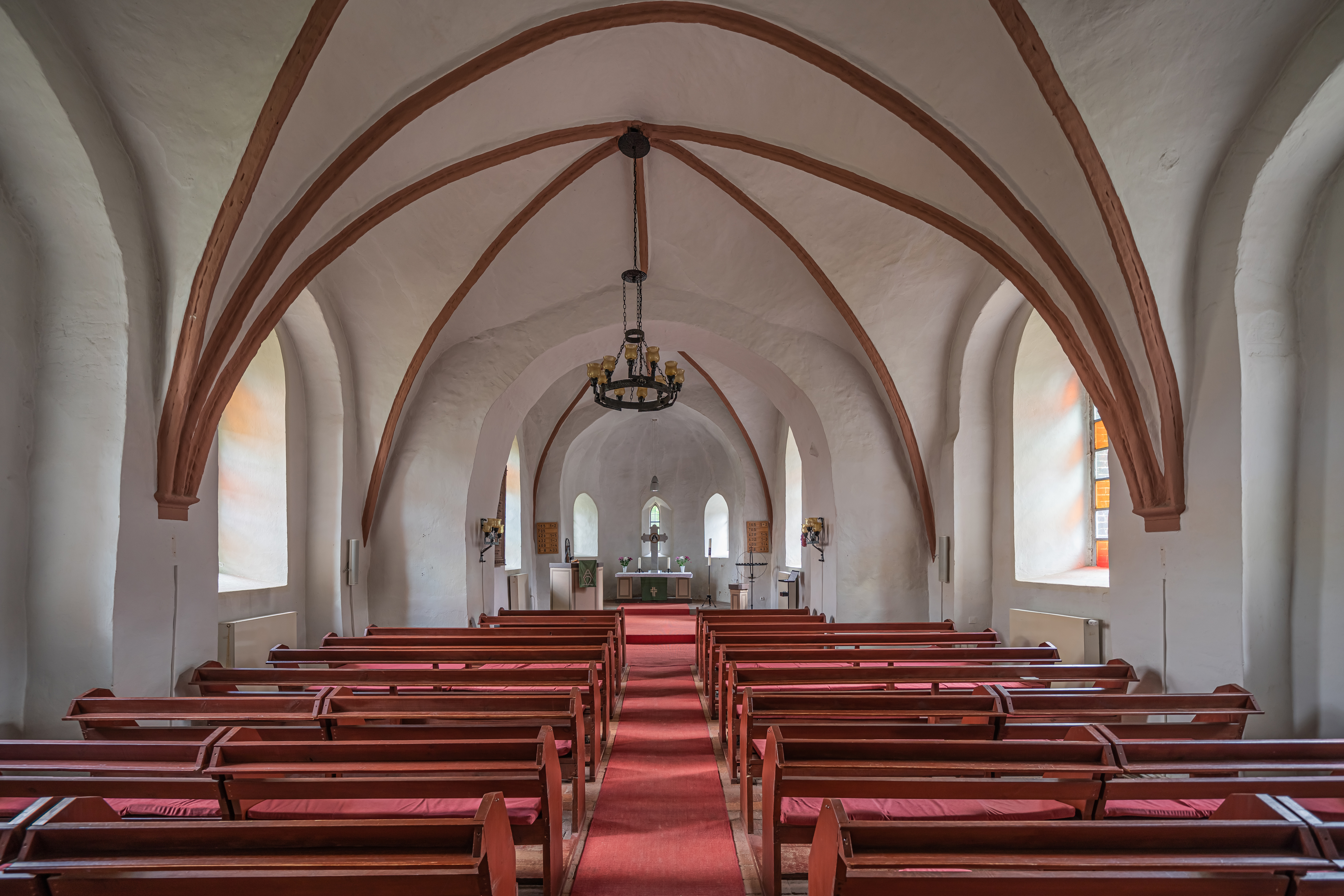
Innenansicht nach Osten

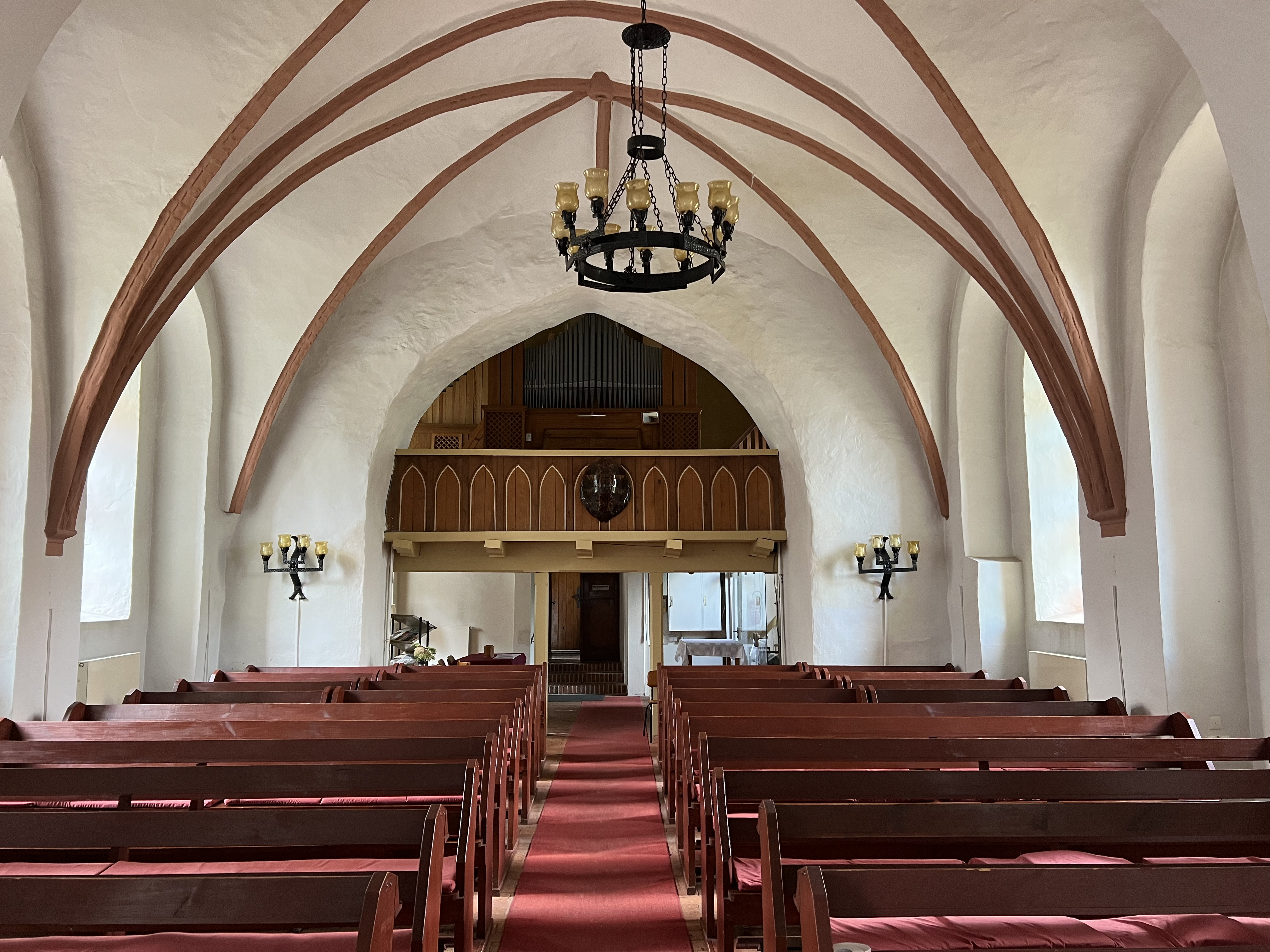
Innenansicht nach Westen

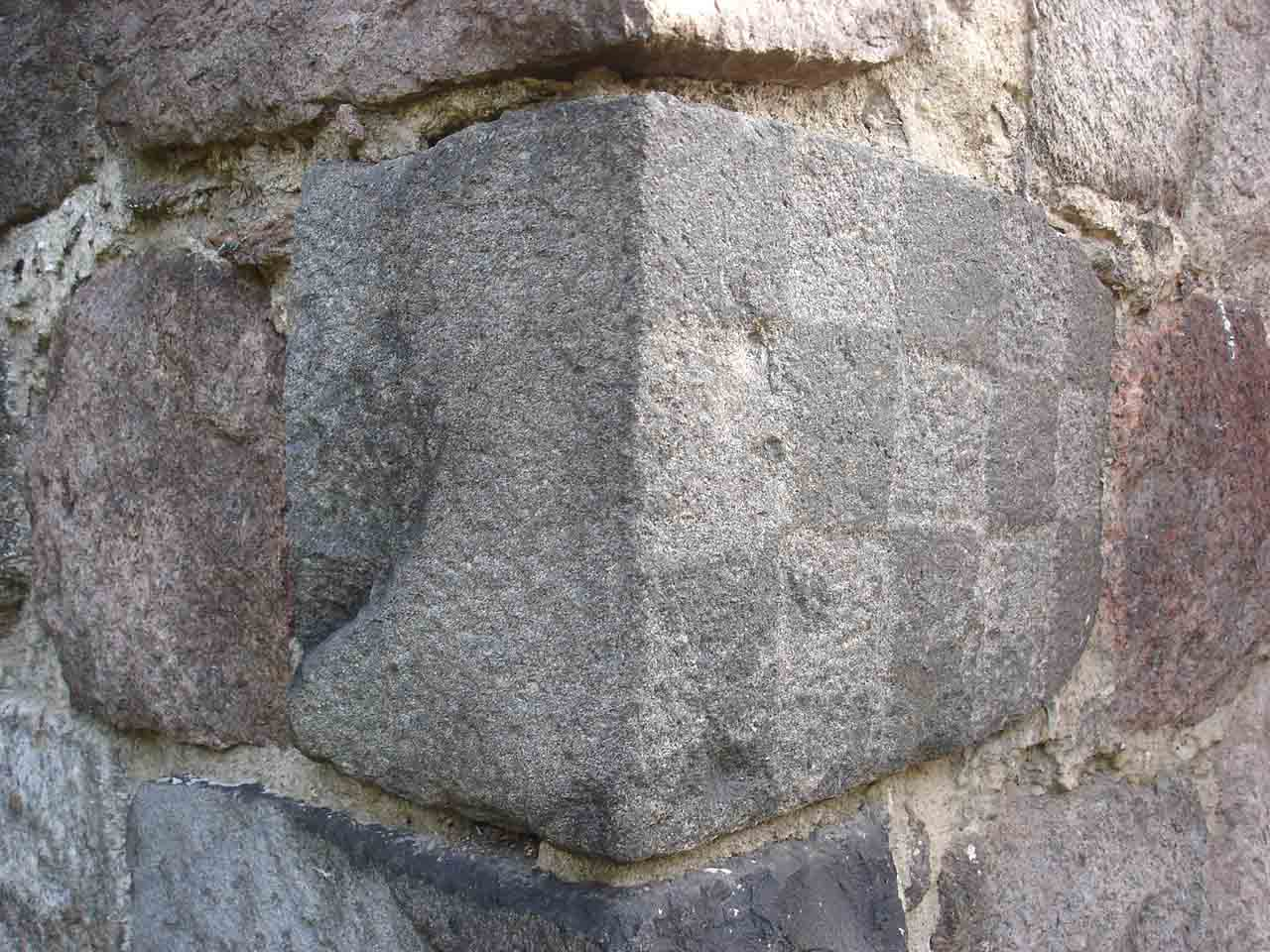
Schachbrettstein

Die evangelische Dorfkirche Hönow ist eine romanische Saalkirche im Ortsteil Hönow von Hoppegarten im Landkreis Märkisch-Oderland in Brandenburg. Sie gehört zur Kirchengemeinde Hönow im Kirchenkreis Berlin Süd-Ost der Evangelischen Kirche Berlin-Brandenburg-schlesische Oberlausitz und ist eine offene Kirche.

## Geschichte und Architektur
Das Bauwerk ist eine sorgfältig gemauerte vollständige Anlage einer romanischen Dorfkirche in Feldstein aus der ersten Hälfte des 13. Jahrhunderts. Sie besteht aus dem kurzen gedrungenen Schiff, Chor und Halbkreisapsis in deutlicher Staffelung sowie dem markanten Westturm in Schiffsbreite. Eine dendrochronologische Untersuchung der Gerüsthölzer des Chordachstuhls ergab das Jahr 1320. Das Turmobergeschoss ist mit Blendengliederung und einbeschriebenen spitzbogigen Schallöffnungen gegliedert und stammt aus dem 15. Jahrhundert. Das Turmwestportal und die Schiffsfenster wurden zuletzt 1857 verändert. An der Südwestecke des Turms ist ein schachbrettartig verzierter Stein eingesetzt.
Innen ist das zweijochige Schiff zum Chor durch einen Rundbogen, zum Turm durch einen Spitzbogen geöffnet. Im Schiff wurden unter Verstärkung der Mauern fünfstrahlig gegenständige Kreuzrippengewölbe mit Birnstabrippen, im Chor ein achtstrahliges Rippengewölbe ebenfalls mit Birnstabprofilen eingebaut. Die Apsis schließt mit einer Halbkuppel.
Die Kirche wurde im Zweiten Weltkrieg am 30. März 1943 durch Luftminen am Dach schwer zerstört und erhielt an den Giebeln mehrere Artillerietreffer. Ein notdürftiger Wiederaufbau konnte erst 1947 vorgenommen werden. Seit 1989 hat die Dorfkirche Hönow wieder einen eigenen Pfarrer. Seitdem wurde die Kirche bis 2002 renoviert, wobei der Kirchhof aufgeräumt, die Südpforte wieder geöffnet, der Turm restauriert, die Wände baulich gesichert und die Dächer neu eingedeckt wurden. Dabei wurden auch die vermauerten Apsisfenster wieder geöffnet. Jährlich nisten Turmfalken an der Kirche.

## Ausstattung
Die Orgel ist ein Werk der Firma Sauer Orgelbau aus dem Jahr 1953 und wurde durch die Orgelbauwerkstatt Wolter auf zehn Register auf zwei Manualen und Pedal erweitert. Die Weihe fand am 20. Dezember 1998 durch Roland Münch statt.
Im Juli 1917 wurden zwei alte Bronzeglocken für Kriegszwecke abgegeben. Am 14. November 1923 wurden drei neue Klangstahlglocken mit einem Gewicht von 350, 500 und 900 kg eingeweiht. Die Inschriften lauten: „Die Lebenden rufe ich zur Andacht herbei.“, „Den Toten läute ich Frieden und Ruh.“ und „Menschen kommen und gehen, Gott bleibt bestehen.“